# Gormfeltet
Gorm Feltet er et producerende olie- og gasfelt i den danske sektor af Nordsøen, beliggende cirka 200 km vest for Esbjerg. Oliefeltet blev opdaget i 1971, og produktionen startede i 1981, med Total S.A. (tidligere Mærsk Olie og Gas A/S) som operatør.
Gorm Feltet modtager og behandler udover sin egenproduktion, også produktionen fra satellitfelterne Skjold, Rolf og Dagmar. Derudover sendes al færdigbehandlet olieproduktion fra DUC's yderligere felter i Nordsøen i land via en pumpeplatform på Gorm Feltet.
Der er 36 produktionsbrønde, 2 gasinjektionsbrønde  og 14 vandinjektionsbrønde.
Reservoiret ligger på en dybde af 2100 m i kalksten af Danien og Sen Kridt-alder.
Indtil nu er der produceret 60,245 mio. m3 olie og 15,676 mia. Nm3 gas samt 76,691 mio. m3 vand. Der er injiceret 134,285 mio. m3 vand og 8,164 mia. Nm3 gas.
Akkumulerede investeringer 15,06 mia. kr.